# 豊島 (広島県)
豊島（とよしま）は、瀬戸内海の中部にある下大崎群島の島。行政上は広島県呉市豊浜町の一部であり、本土である呉市安浦町の南約10㎞の海上に位置する離島である。

## 概要
大崎下島の大浜・立花地区とともに豊田郡豊浜町を形成していたが、2005年（平成17年）3月20日に呉市の一部となった。
1959年（昭和34年）5月に離島振興法の離島振興対策実施地域に指定されたが、呉市への合併後、2010年（平成22年）4月1日付で指定は解除された。
島の中央部に高雄山（標高317メートル）があり、その東側に3つの集落がある。
水産業の中心地域でタチウオなどの一本釣り漁が行われているほか、農業では柑橘類が主要作物となっている。

## 自然

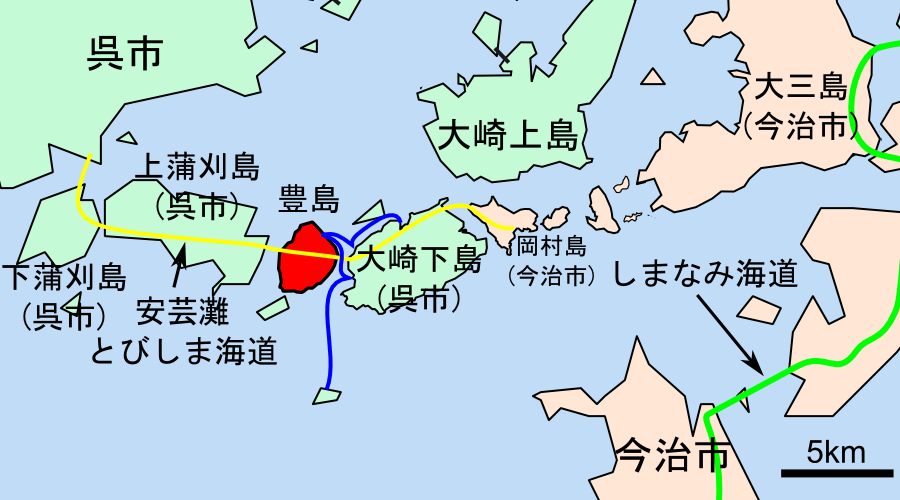
豊島の位置とアクセス。黄線が安芸灘とびしま海道、青線が主要な航路

- 山： 高雄山 （島の最高峰）

## 交通

### 道路
- 県道
  - 広島県道354号豊島線

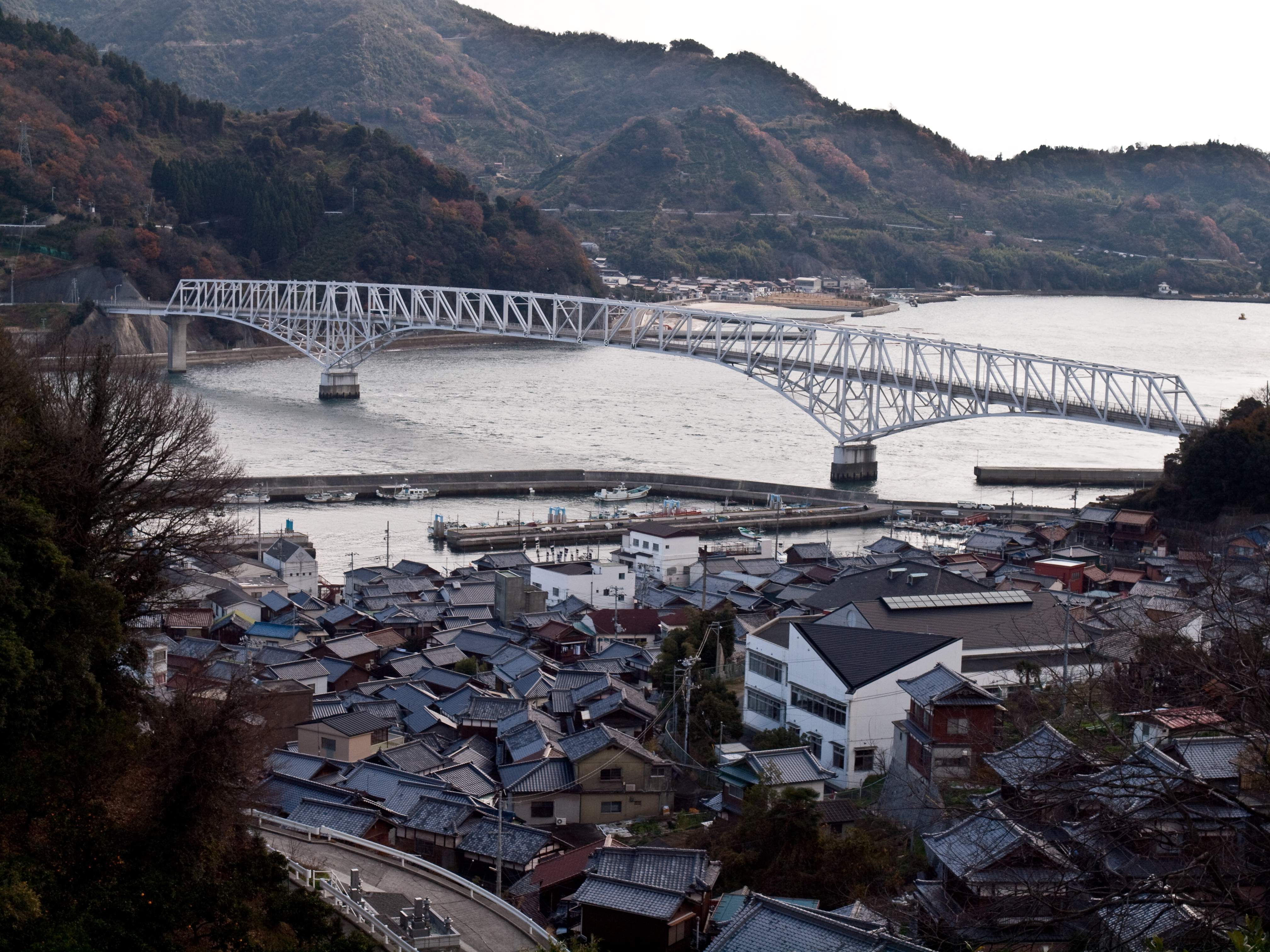
旧豊浜町中心部（小野浦地区）と豊浜大橋

  - 広島県道356号豊浜蒲刈線（安芸灘諸島連絡架橋の3号橋）

- 橋
  - 豊浜大橋：安芸灘諸島連絡架橋の4号橋。東方にある大崎下島との間に架かっている。
  - 豊島大橋：安芸灘諸島連絡架橋の3号橋。西方にある上蒲刈島との間に架かっている。

### バス
- 広島バスセンター- 広駅 - 豊浜支所 - 山崎 - 立花港 - 久比 - 大長港 - 御手洗港 - 沖友天満宮前（さんようバス）

※2023年（令和5年）4月1日から全便運休
- 中国労災病院 - 広駅- 見戸代 - 田戸 - 豊浜支所 - 立花港 - 久比 - 大長港 - 御手洗港 - 沖友天満宮前（瀬戸内産交バス）

- 1990年代前半に豊浜町営バスを引き継いで おおさきバス（現：さんようバス）が運行。2005年（平成17年）11月30日まで、豊島島内の停留所は金崎のみだったが、農道完成により豊浜支所まで延長された。
島内にある停留所は「山崎」「豊浜中学校」「豊浜桟橋」「豊浜支所」「小野浦集会所前」

「豊浜漁協前」の6カ所
- 車両は予備車両を除き全てノンステップバスで、利用者のメインである高齢者の利便を確保している。

### 水上交通
- 豊島漁港
  - 斎島汽船
    - 久比（大崎下島） - 立花（大崎下島） - 豊島 - 大浜（大崎下島）- 斎島

## 観光名所
- 空海天覧台
- 十文字天覧台
- ループ橋の近辺などが、1981年公開の日本映画『男はつらいよ 浪花の恋の寅次郎』のロケ地になった。